# 謝濤 (宋朝)
謝濤（960年—1034年），字濟之。祖籍河南陽夏。
宋太宗淳化三年（992年）進士。歷官兵部尚書員外郎、侍御史，官至太子賓客。仁宗景祐元年（1034年）十月三十日，卒於京師，歸葬富陽。

## 家族
唐末自缑氏迁至嘉兴。
父謝崇禮。
有子謝絳、謝約、謝綺，一女梅堯臣之正妻。謝濤、謝絳、謝景初、謝景溫、謝景平祖孫三代共五位進士。